# 金仁湜
金 仁湜（キム・インシク、朝鮮語: 김인식、1913年12月22日 - 2008年2月25日）は、日本統治時代の朝鮮の独立運動家、ジャーナリスト、大韓民国の政治家。制憲韓国国会議員。
本貫は金海金氏。号は海石（ヘソク、해석）。

## 経歴
日本統治時代の黄海道海州（現・黄海南道海州市）出身。1929年に光州学生運動に参加したため、海州高校から退学し中国で高校課程を終えた。早稲田大学法学部卒業後は東亜日報海州支局長、製材業・製薬業経営を経て、解放後に西北青年会黄海道委員長、大同青年団黄海道団長・総本部西北事務処長を歴任した。1948年の初代総選挙で当選した後、制憲国会で政府内親日派粛清に関する建議特別調査委員会委員長、国家保安法代表発議者を務めた。1990年代には第6代大韓民国建国会会長、以北出身国会議員会会長、大韓民国制憲国会議員同志会会長などを務めた。
晩年の2007年10月より心不全や前立腺癌などによりソウル市銅雀区のポラメ聖母病院に入院し、2008年2月25日に死去した。享年95。

## エピソード
2004年7月30日に鄭濬が死去したことにより、明確に消息が確認される最後の制憲国会議員経験者であった（のちの2009年に崔泰奎の死去が北朝鮮側から発表された）。
1997年と2002年の大統領選挙では李会昌を支持したが、2007年の大統領選挙では李明博を支持した。